# 3424 Nušl
3424 Nušl eller 1982 CD är en asteroid i huvudbältet som upptäcktes den 14 februari 1982 av den slovakiske astronomen L. Brožek vid Kleť-observatoriet. Den har fått sitt namn efter den tjeckiske astronomen och matematikern František Nušl.
Asteroiden har en diameter på ungefär 6 kilometer.